# Nataša Tič Ralijan
Nataša Tič Ralijan, slovenska gledališka, televizijska in filmska igralka, * 30. oktober 1965, Koper.
Leta 1991 je diplomirala na Akademiji za gledališče, radio, film in televizijo v Ljubljani, za diplomsko delo je prejela Severjevo nagrado. Igrati je začela v Gledališču Ane Monro, bila je dolgoletna članica ansambla Slovenskega narodnega gledališča Drama Ljubljana. Nastopila je v več celovečernih filmih ter televizijskih oddajah TV Poper in Spet doma. Leta 2004 je prejela Ježkovo nagrado in viktorja za posebne dosežke. Od 1. julija 2017 je članica ansambla Mestnega gledališča ljubljanskega.  
Poročena je bila z Gašperjem Tičem. Rodila sta se jima dva sinova: Tosja Tič in Gal Tič.

## Filmografija
- Mama (2016, celovečerni igrani film)
- Adria Blues (2013, celovečerni igrani film)
- Piran - Pirano (2010, celovečerni igrani film)
- Distorzija (2009, celovečerni igrani TV film)
- Mokuš (2006, celovečerni igrani film)
- Peter Kržišnik (2004, študijski igrani film)
- Nasmeh pod pajčolanom (1993, celovečerni igrani TV film)
- Morana (1993, celovečerni igrani film)
- Gospodična Mary (1992, celovečerni igrani TV film)
- Kavarna Astoria (1989, celovečerni igrani film)

## Vir
1. ↑  »Gasper Tic: Uradno je, zakonca Tič se ločujeta!«. Arhivirano iz prvotnega spletišča dne 21. junija 2017. Pridobljeno 19. junija 2017.